# Fuli
Fuli est une localité du Cameroun, située dans l’arrondissement de Belo, département du Boyo dans la région du Nord-Ouest. On l'appelle également « Fuli-Kom », car elle fait partie du groupement ethnique Kom, avec cinquante autres villages alentour, et dépend du fondom (royaume) Kom, dont la chefferie se trouve dans le village Laikom.

## Situation géographique
Fuli est situé à 14 km de Belo, le chef lieu d'arrondissement, et à 23,6 km de la chefferie de Laikom. Il est limité au Nord par l'arrondissement de Njinikom, à l'ouest par le village Sho, au sud par les villages Achah et Xichu, et à l'est par le village Jinkfuin.

## Environnement
Fuli, ainsi que tous les villages du groupement Kom, s'est approprié la forêt environnante et en a fait sa forêt sacrée. Cette forêt a longtemps servi à trouver des plantes médicinales, effectuer des rites traditionnels et couper du bois de chauffage. Les locaux lui ont longtemps attribué un rôle de fertilisation pour l'agriculture locale. La forêt sacrée a beaucoup rétréci. Depuis 2004, le gouvernement camerounais a règlementé la conservation de celle-ci, mais les essences rares qui la constituaient sont de plus en plus rares. Ceci est dû à l'accroissement de la population et à la coupe abusive de bois.

## Santé
Fuli est doté d'un centre de santé qui dépend de l'archidiocèse de Bamenda.

## Éducation
Fuli dispose d'un établissement scolaire, le collège catholique St Bede d'Ashing Kom.

## Religion
Le village est toujours régi par les pratiques religieuses traditionnelles Kom, mais on y retrouve aussi une forte présence chrétienne, avec les missions baptiste et catholique.

## Démographie
Lors du recensement de 2005, on a dénombré 1 378 habitants à Fuli, soit 580 hommes et 798 femmes. Elle est l’un des villages de la commune de Belo créée par le décret no 93/321 du 25 novembre 1993.